# NGC 558
NGC 558 (другие обозначения — ZWG 385.143, NPM1G −02.0039, DRCG 7-5, PGC 5425) — эллиптическая галактика (E) в созвездии Кит.
Этот объект входит в число перечисленных в оригинальной редакции «Нового общего каталога».
NGC 558 классифицируется как эллиптическая, но её вытянутая форма более соответствует линзовидной галактике.